# William N. Rogers
William Nathaniel Rogers, född 10 januari 1892 i Sanbornville i New Hampshire, död 25 september 1945 i Wolfeboro i New Hampshire, var en amerikansk demokratisk politiker. Han representerade delstaten New Hampshires första distrikt i USA:s representanthus 1923–1925 och 1932–1937.
Rogers avlade juristexamen 1916 vid University of Maine. Han blev invald i representanthuset i kongressvalet 1922. Han ställde upp för omval i kongressvalet 1924 men besegrades av utmanaren Fletcher Hale. Kongressledamoten Hale avled sedan 1931 i ämbetet och Rogers fyllnadsvaldes 1932 till representanthuset. Han efterträddes 1937 av Arthur B. Jenks.
Demokraterna i New Hampshire nominerade Rogers i senatsvalet 1936. Han förlorade valet mot republikanen Styles Bridges.
Rogers är begravd på Lovell Lake Cemetery i Sanbornville.